# Мирон Иванов
Мирон Василев Иванов е български сценарист и писател.

## Биография
Роден е в София на 1 юли 1931 г. Завършва Висшия медицински институт в София със специалност „Фармация“ през 1957 г.
В периода 1955-1960 г. работи като редактор на вестник „Вечерни новини“, между 1960 и 1970 г. е във вестник „Труд“, а след това във вестник „Стършел“.
Неговите творби са издадени в „Събрани съчинения“ в 4 тома (1998-2001) от издателство „Атлантида“. Има постижения в хумористичната фантастика. Известен е с гротескно-сатиричния си роман от 1975 г. „Живей като другите и бъди благословен“ и сборниците „Трендафил лети с ракета“ (1981) и „За лулите и нулите“ (1982).
Превеждан е в почти цяла Европа. Умира в София на 7 декември 1988 г.

## Филмография
- Вълча сюита (1988)
- 100 тона щастие (1978)
- Аквариум (1973)